# Kotagiri
Kotagiri là một thị xã panchayat của quận The Nilgiris thuộc bang Tamil Nadu, Ấn Độ.

## Địa lý
Kotagiri có vị trí 11°26′B 76°53′Đ / 11,43°B 76,88°Đ Nó có độ cao trung bình là 1793 mét (5882 feet).

## Nhân khẩu
Theo điều tra dân số năm 2001 của Ấn Độ, Kotagiri có dân số 29.184 người. Phái nam chiếm 49% tổng số dân và phái nữ chiếm 51%. Kotagiri có tỷ lệ 77% biết đọc biết viết, cao hơn tỷ lệ trung bình toàn quốc là 59,5%: tỷ lệ cho phái nam là 84%, và tỷ lệ cho phái nữ là 70%. Tại Kotagiri, 9% dân số nhỏ hơn 6 tuổi.